# Douze Études dans les tons mineurs, Op.39

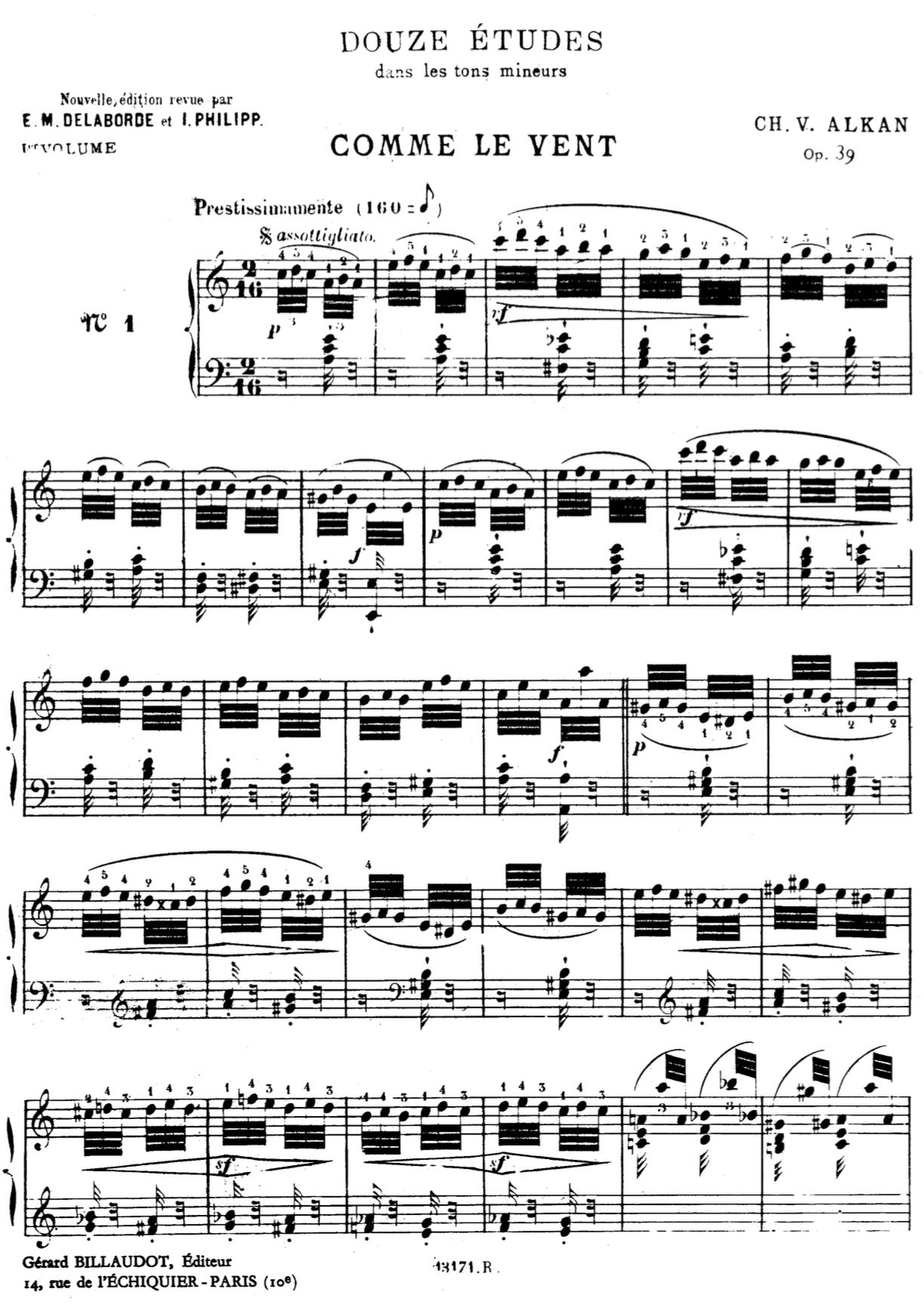
Comme le Vent (Etude 1), blad 1

Douze Études dans les tons mineurs, Op.39 is een serie van 12 etudes van Charles-Valentin Alkan geschreven voor piano solo begin jaren 50 van de 19e eeuw.
Het is het magnum opus van Charles-Valentin Alkan voor piano solo en wordt algemeen beschouwd als een van de technisch moeilijkste en meest virtuoze werken voor piano die geschreven zijn.
Het is uitgegeven in 1857 en is waarschijnlijk geschreven als aanvulling op de twaalf studies (etudes) in alle majeur toonsoorten (opus 35). Maar tijdens het arbeidsproces van de Douze Études dans les tons mineurs, raakte de verbeelding, de geestdrift en het creatieve vermogen van Alkan zodanig op drift dat het uiteindelijk een cyclus werd van 275 pagina’s, ongeveer 150 minuten aan speellengte.
Het is een verbazingwekkende cyclus geworden bestaande uit enkele losse etudes, een klassieke symfonie, een klassiek concert, een spectaculaire ouverture en een set van 25 variaties.
De eerste etude Comme le Vent beeldt een wervelwind uit en heeft als tempo-aanduiding: Prestissimamente. De metronoom geeft als achtste 160 aan, de maatsoort 216 en er worden uitsluitend 132 en 164 gespeeld.
De tweede etude En rythme molossique was de favoriete etude van Ferruccio Busoni die hem vaak uitvoerde tijdens de eeuwwisseling. De etude is erg ritmisch en een bewijs voor Alkans uitstekende ritmische gevoel en aversie voor rubato spel.
De derde etude Scherzo diabolico is –zoals de titel al aangeeft- duivels van karakter. Het trio bestaat uit immens zware akkoorden, fortessissimo (fff) gespeeld.
Etudes vier tot en met zeven vormen de Symphonie pour piano seul waarbij etude 4 het eerste deel, Allegro moderato, vormt; etude 5 het tweede deel, Marche funèbre, vormt (1); etude 6 het derde deel, Menuet, vormt en etude 7, het vierde en laatste deel, Finale, vormt. De Amerikaanse pianist Raymond Lewenthal typeerde de Finale (etude 7) als een ‘tocht door de hel” zowel voor de uitvoerder als de luisteraar.
Etudes acht tot en met tien vormen de Concerto pour piano seul waarbij etude 8 het eerste deel, Allegro assai, vormt; etude 9 het tweede deel, Adagio, vormt en etude 10 het derde (laatste) deel, Allegretto alla barbaresca, vormt. Het Concerto wordt wel eens beschreven als een van de meeste originele stukken uit de 19e eeuw.
De elfde etude heeft als titel Ouverture en heeft ook de vorm van een klassieke ouverture: langzaam – snel.
De cyclus van 12 etudes eindigt met Le Festin d’Ésope, een serie van 25 variaties waarin Alkan verschillende dieren uit de fabels van de Griekse dichter Aesopus uitbeeldt. Hij laat echter aan de fantasie van de luisteraar over welk dier precies wordt uitgebeeld. Slechts hier en daar een vage aanduiding zoals ‘balken’ of ‘huilen’ geeft een indicatie over welk dier bedoeld wordt. De etude zit vol met humor en muzikale grappen maar eindigt echter in een serieuze en gepassioneerde stemming.
De etudes vereisen het uiterste van de pianist en slechts een enkeling kan ze allemaal bespelen.
Er is in 2020 een beperkt aantal opnamen te koop, meest nog met een of twee études. De Engelse pianist Jack Gibbons die ook de eerste integrale uitvoering van de Douze Études dans les tons mineurs, Op.39 verzorgde in januari 1995 heeft ze allemaal vastgelegd (ASV), net als Bernard Ringeissen (Naxos).
(1) In de eerste uitgave van 1857 was de volledige titel van de Marche funèbre: ‘Symphonie, deuxième partie, Marcia funebre sulla morte d’un Uomo bene’ (“Symfonie, deel twee, Begrafenismars voor de dood van een goed mens”). Met ‘een goed mens’ is het zeer waarschijnlijk dat Alkan daar zijn vader, Alkan Morhange, mee bedoelt die in 1855, twee jaar voor de uitgave van de etudes, overleed. Vanaf de tweede druk is deze subtitel verdwenen.